# Dzsálandhár
Dzsálandhár (pandzsábi: ਜਲੰਧਰ, angolul: Jalandhar) város Észak-Indiában, Pandzsáb államban. Lakossága 862 ezer fő volt 2011-ben.
Gazdaságában jelentősebb a cukor- és konzervipar, textil-, üveg-, bútor- és fémipar. A város ismert még a hagyományos elefántcsont faragványairól is. 

## Fordítás
- Ez a szócikk részben vagy egészben  a   Jalandhar című angol Wikipédia-szócikk fordításán alapul.  Az eredeti cikk szerkesztőit annak laptörténete sorolja fel. Ez a jelzés csupán a megfogalmazás eredetét és a szerzői jogokat jelzi, nem szolgál a cikkben szereplő információk forrásmegjelöléseként.
- Ez a szócikk részben vagy egészben  a   Jalandhar című német Wikipédia-szócikk fordításán alapul.  Az eredeti cikk szerkesztőit annak laptörténete sorolja fel. Ez a jelzés csupán a megfogalmazás eredetét és a szerzői jogokat jelzi, nem szolgál a cikkben szereplő információk forrásmegjelöléseként.